# Wismar (stacja kolejowa)
Wismar – stacja kolejowa w Wismarze, w kraju związkowym Meklemburgia-Pomorze Przednie, w Niemczech. Znajdują się tu 3 perony.